# Mauro Pesce
Pour les articles homonymes, voir Pesce.
Mauro Pesce (né à Gênes, le 21 mars 1941) est un professeur italien, bibliste et historien.

## Biographie
De 1987 à 2011 il a été professeur titulaire d'histoire du christianisme à la Faculté des Lettres et Philosophie de l'Université de Bologne, où il dirigeait le cours de maitrise spécialisée en anthropologie culturelle et ethnologie.
En 1979 il a fondé l'Association italienne pour l'étude du Judaïsme (Associazione italiana per lo studio del Giudaismo) et en 1988 le Centre interdépartemental d'études sur le Judaïsme et sur le Christianisme (Centro interdipartimentale di studi sull'Ebraismo e sul Cristianesimo - CISEC) de l'Université de Bologne.
Bibliste et historien du christianisme, il a publié dans le domaine de l'exégèse néotestamentaire, de l'histoire de l'exégèse biblique moderne, et des rapports entre science et théologie au XVIIe siècle. Depuis quelques années il s'est fait connaitre du grand public par deux de ses livres sur Jésus : Le parole dimenticate di Gesù (Paroles oubliées de Jésus) de 2004 et le livre-interview Inchiesta su Gesù (Enquête sur Jésus) de 2006.
Dans ce dernier livre, il expose l'état actuel des recherches sur le Jésus historique. La méthodologie de ce livre a été analysée par Pietro Ciavarella et Valerio Bernardi dans Risposta a Inchiesta su Gesù (Réponse à « Enquête sur Jésus ») (2007).
Il a publié ensuite de nouvelles recherches sur le Jésus historique, en particulier le livre L'uomo Gesù. Luoghi, giorni, incontri di una vita (L'Homme Jésus. Lieux, jours, rencontres d'une vie) écrit à quatre mains avec (it)|Adriana Destro, et une série d'essais qu'on peut trouver sur son site Internet.

## Œuvres
- Paolo e gli arconti a Corinto. Storia della ricerca (1888-1975) ed esegesi di 1 Cor. Testi e ricerche di scienze religiose, 13, Brescia, Paideia, 1977.
- Dio senza mediatori. Una tradizione teologica dal giudaismo al Cristianesimo. Testi e ricerche di scienze religiose, 16, Brescia, Paideia, 1979.
- Il cristianesimo e la sua radice ebraica. Con una raccolta di testi sul dialogo ebraico-cristiano. Bologne, (it) Edizioni Dehoniane, 1994.
- Le due fasi della predicazione di Paolo. Dall'evangelizzazione alla guida delle comunità. Bologne, Edizioni Dehoniane, 1994.
- Antropologia delle origini cristiane (con Adriana Destro). Quadrante 78, Bari, Laterza, 1995. Quatrième édition, 2008
- Come nasce una religione. Antropologia e esegesi del Vangelo di Giovanni (con Adriana Destro). Percorsi, 8, Bari-Roma, Laterza, 2000.
- Le parole dimenticate di Gesù, Scrittori greci e latini, Fondazione Lorenzo Valla, Milan, Arnoldo Mondadori Editore, 2004.
- L'ermeneutica biblica di Galileo e le due strade della teologia cristiana, Rome, Edizioni di Storia e Letteratura, 2005.
- Forme culturali del cristianesimo nascente (con Adriana Destro). Scienze Umane, 2, Brescia, Morcelliana, 2005. Deuxième édition, 2008.
- Inchiesta su Gesù. Chi era l'uomo che ha cambiato il mondo (en collaboration avec Corrado Augias). Milan, Mondadori, 2006.  (ISBN 9788804560012).
- L'uomo Gesù. Giorni, luoghi, incontri di una vita, (en collaboration avec Adriana Destro), Milan, Mondadori, 2008.
- Da Gesù al cristianesimo, Brescia, Morcelliana, 2011.  (ISBN 9788837224905)

## Crédit d'auteurs
- (it) Cet article est partiellement ou en totalité issu de l’article de Wikipédia en italien intitulé « Mauro Pesce » (voir la liste des auteurs).